# Nicolaaskerk in Bolvanovka (Moskou)
De Kerk van de Heilige Nicolaas in Bolvanovka (Russisch: Церковь Николая Чудотворца на Болвановке) is een Russisch-orthodoxe Kerk in het centrum van Moskou, in het district Taganka van de Centrale okroeg.

## Geschiedenis
De kerk werd gebouwd in de jaren 1697-1712. Inmiddels was in Rusland de Peterbarok al in zwang, maar deze kerk werd nog gebouwd in de stijl van Moskoubarok. Architect was de uit een grote architectenfamilie afkomstige Osip Startsev. Het zou zijn laatste grote werk worden voordat hij zijn monastieke geloften aannam. Kort na de bouw verbood Peter de Grote in 1714 de bouw van stenen kerken omdat alle steen moest worden bestemd voor de bouw van de nieuwe hoofdstad Sint Petersburg.
De kerk bestaat uit een zomer- en winterkerk (resp. gewijd aan Petrus en Paulus en de Heilige Nicolaas). De kerk werd bekroond met vijf traditionele koepels. De refter is gelijk aan de breedte van de kerk. Herhaaldelijke veranderingen en de gevolgen van een grote brand in de 18e eeuw werden gedeeltelijk ongedaan gemaakt bij een grootschalige renovatie in de jaren 1875-1876. Gepoogd werd de kerk zo veel mogelijk het uiterlijk van het oorspronkelijke ontwerp te geven door o.a. het patroon van de kokosjniks in de bekroning te herstellen.

## Sluiting
De kerk werd in 1929 aan de eredienst onttrokken en deed vervolgens dienst als warenhuis, later tot in de jaren 1980 als onderzoeksinstituut. In 1944 dreigde volledige sloop van de kerk bij de bouw van het metrostation Taganskaja en de reconstructie van de omgeving. De afbraakwerkzaamheden waren al van start gegaan en toren en koepels waren al deels ontmanteld. De overheid kon echter worden overtuigd dat de kerk een monument van de architectuur betrof waardoor men afzag van afbraak. Het gesloopte werd herbouwd, echter de kruisen van de koepels werden niet teruggeplaatst.

## Heropening
De kerk keerde in 1992 terug naar de Russisch-orthodoxe kerk. Sindsdien wordt er voortdurend gerestaureerd. Het restauratieproces verloopt echter moeizaam wegens gebrek aan financiële middelen.